# Master and Commander: The Far Side of the World
Master and Commander: The Far Side of the World is een Amerikaanse avonturenfilm uit 2003, geregisseerd door Peter Weir. Het verhaal is gebaseerd op drie romans uit de Aubrey–Maturin-serie van Patrick O'Brian.
De film speelt ten tijde van Napoleon. Het Britse fregat, HMS Surprise, en het Franse oorlogsschip, de Acheron, zijn met elkaar in gevecht aan de kust van Zuid-Amerika.
De film werd genomineerd voor tien Oscars, waarvan er twee werden gewonnen. Dit waren de Oscars voor Beste Cinematografie en voor Beste Geluidseffectenbewerking. De film had meer Oscars kunnen winnen wanneer het derde deel van The Lord of the Rings niet was uitgekomen. Door critici werd de film vooral gewaardeerd om zijn realistische presentatie. Het verhaal wordt als een zwak punt gezien.

## Verhaal
Kapitein Jack Aubrey vaart al jaren met zijn schip HMS Surprise. Dan wordt het schip vanuit het niets aangevallen door een Frans schip. De Surprise is behoorlijk beschadigd en er zijn veel doden en gewonden. Aubrey besluit om het schip ("Acheron"), dat al snel de naam "Spookschip" krijgt, te volgen en uit te schakelen. Tijdens de achtervolging ontstaan er twijfels bij sommigen of ze het schip wel uit kunnen schakelen.

Wanneer Aubrey het Spookschip is genaderd, hebben ze de Surprise zo verbouwd dat het net een rijk handelsschip (walvisvaarder) lijkt, terwijl het in werkelijkheid een oorlogsschip is. De Fransen en hun schip gaan naar de Surprise om het te beroven, maar als de Fransen vlakbij zijn wordt in eens de Engelse vlag gehesen en de Acheron onder vuur genomen. Deze verrassing is te groot voor de bemanning van de Acheron en Aubrey en zijn bemanning enteren het schip. Het schip wordt als buit meegenomen. De film eindigt wanneer ontdekt wordt dat de Franse kapitein nog steeds leeft en zich had voorgedaan als Franse arts van het Franse schip.

## Rolverdeling
- Russell Crowe - Kapitein Jack Aubrey
- Paul Bettany - Dr. Stephen Maturin, scheepsarts
- James D'Arcy - 1st Lt. Tom Pullings
- Edward Woodall - 2nd Lt. William Mowett
- Chris Larkin - Kapitein Howard, Royal Marines
- Billy Boyd - Barett Bonden
- Max Pirkis - William Blakeney
- Max Benitz - Peter Miles Calamy
- Lee Ingleby - Hollom
- Jack Randall - Boyle
- Robert Pugh - John Allen
- David Threlfall - Killick

## Achtergrond
- Master and Commander: The Far Side of the World is de eerste speelfilm ooit die op de Galápagoseilanden werd opgenomen.